# طارق بشارة
طارق بشارة (مواليد 22-1-2000)، لاعب كرة قدم ليبي يشغل مركز جناح أيمن يلعب لصالح النادي الأهلي الرياضي طرابلس منذ سنة 2024، حيث انضم للنادي قادما من نادي الأولمبي بالزاوية.

## مسيرته الكروية
- نادي الأولمبي بالزاوية ( 2022-2024 )
- النادي الأهلي الرياضي طرابلس ( 2024 - الآن )

## إنجازاته
- الدوري الليبي الممتاز 2024/2025

## روابط خارجية
- طارق بشارة - موقع ترانزفير ماركت
- معلومات اللاعب طارق بشارة - موقع سوفا سكور الرياضي sofascore